# Lixing-lès-Rouhling
Lixing-lès-Rouhling és un municipi francès, situat al departament del Mosel·la i a la regió del Gran Est. L'any 2007 tenia 896 habitants.

## Demografia

### Població
El 2007 la població de fet de Lixing-lès-Rouhling era de 896 persones. Hi havia 337 famílies, de les quals 65 eren unipersonals (12 homes vivint sols i 53 dones vivint soles), 118 parelles sense fills, 150 parelles amb fills i 4 famílies monoparentals amb fills.
La població ha evolucionat segons el següent gràfic:
Habitants censats

### Habitatges
El 2007 hi havia 352 habitatges, 338 eren l'habitatge principal de la família, 3 eren segones residències i 10 estaven desocupats. 303 eren cases i 49 eren apartaments. Dels 338 habitatges principals, 268 estaven ocupats pels seus propietaris, 42 estaven llogats i ocupats pels llogaters i 28 estaven cedits a títol gratuït; 4 tenien una cambra, 12 en tenien dues, 33 en tenien tres, 64 en tenien quatre i 225 en tenien cinc o més. 310 habitatges disposaven pel capbaix d'una plaça de pàrquing. A 106 habitatges hi havia un automòbil i a 197 n'hi havia dos o més.

### Piràmide de població
La piràmide de població per edats i sexe el 2009 era:
| Homes | Edats   | Dones |
| ----- | ------- | ----- |
| 0     | 95 o +  | 0     |
| 4     | 90 a 94 | 0     |
| 4     | 85 a 89 | 4     |
| 4     | 80 a 84 | 4     |
| 16    | 75 a 79 | 16    |
| 20    | 70 a 74 | 32    |
| 12    | 65 a 69 | 12    |
| 20    | 60 a 64 | 20    |
| 20    | 55 a 59 | 12    |
| 28    | 50 a 54 | 44    |
| 36    | 45 a 49 | 12    |
| 48    | 40 a 44 | 28    |
| 48    | 35 a 39 | 40    |
| 24    | 30 a 34 | 48    |
| 4     | 25 a 29 | 16    |
| 24    | 20 a 24 | 8     |
| 24    | 15 a 19 | 12    |
| 28    | 10 a 14 | 36    |
| 48    | 5 a 9   | 24    |
| 28    | 0 a 4   | 8     |

## Economia
El 2007 la població en edat de treballar era de 607 persones, 423 eren actives i 184 eren inactives. De les 423 persones actives 378 estaven ocupades (214 homes i 164 dones) i 45 estaven aturades (18 homes i 27 dones). De les 184 persones inactives 52 estaven jubilades, 54 estaven estudiant i 78 estaven classificades com a «altres inactius».

### Ingressos
El 2009 a Lixing-lès-Rouhling hi havia 357 unitats fiscals que integraven 934 persones, la mediana anual d'ingressos fiscals per persona era de 18.958 €.

### Activitats econòmiques
Dels 15 establiments que hi havia el 2007, 4 eren d'empreses de construcció, 1 d'una empresa de comerç i reparació d'automòbils, 1 d'una empresa de transport, 1 d'una empresa d'hostatgeria i restauració, 1 d'una empresa d'informació i comunicació, 1 d'una empresa financera, 2 d'empreses immobiliàries, 1 d'una empresa de serveis i 3 d'entitats de l'administració pública.
Dels 3 establiments de servei als particulars que hi havia el 2009, 1 era una oficina bancària, 1 lampisteria i 1 electricista.
L'any 2000 a Lixing-lès-Rouhling hi havia 5 explotacions agrícoles.

## Equipaments sanitaris i escolars
El 2009 hi havia 1 escola maternal i 1 escola elemental.

## Poblacions més properes
El següent diagrama mostra les poblacions més properes.